# Habenaria lavrensis
Habenaria lavrensis là một loài thực vật có hoa trong họ Lan. Loài này được Hoehne mô tả khoa học đầu tiên năm 1927.